# Mercedes-Benz O317
Mercedes-Benz O317 — серия пригородных автобусов Mercedes-Benz от компании Daimler AG.

## История
Производство автобусов Mercedes-Benz O317 стартовало в 1957 году. За основу был взят автобус Mercedes-Benz O321H. В 1958 году к двигателю мощностью 200 л. с. добавился двигатель мощностью 172 л. с. Летом 1960 года в моторную гамму вошёл двигатель мощностью 192 л. с. В 1963 году в модельный ряд вошла модель O317K с укороченной колёсной базой. С 1964 года к двигателю OM326 добавился двигатель OM346. На других заводах производились также сочленённые и одиночные укороченные модели. За всю историю производства на автобусы ставили двух-, трёх- или четырёхстворчатые ширмовые двери. Также возможна была установка планетарных сдвижных/выдвижных и обычных механических дверей. В 1961 и 1966 годах модель прошла фейслифтинг. Производство завершилось в 1976 году.

## Галерея

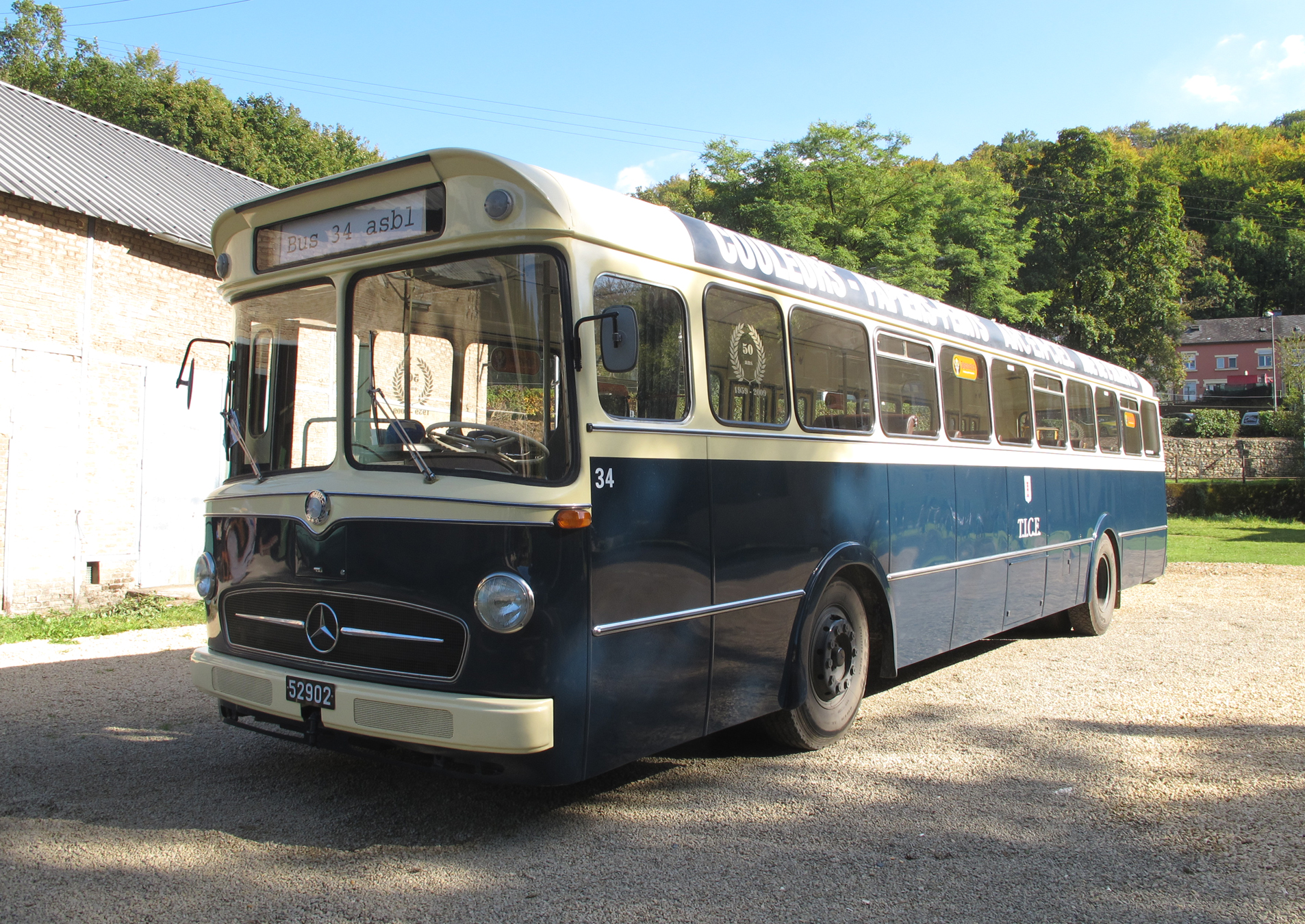
O317 до первого фейслифтинга
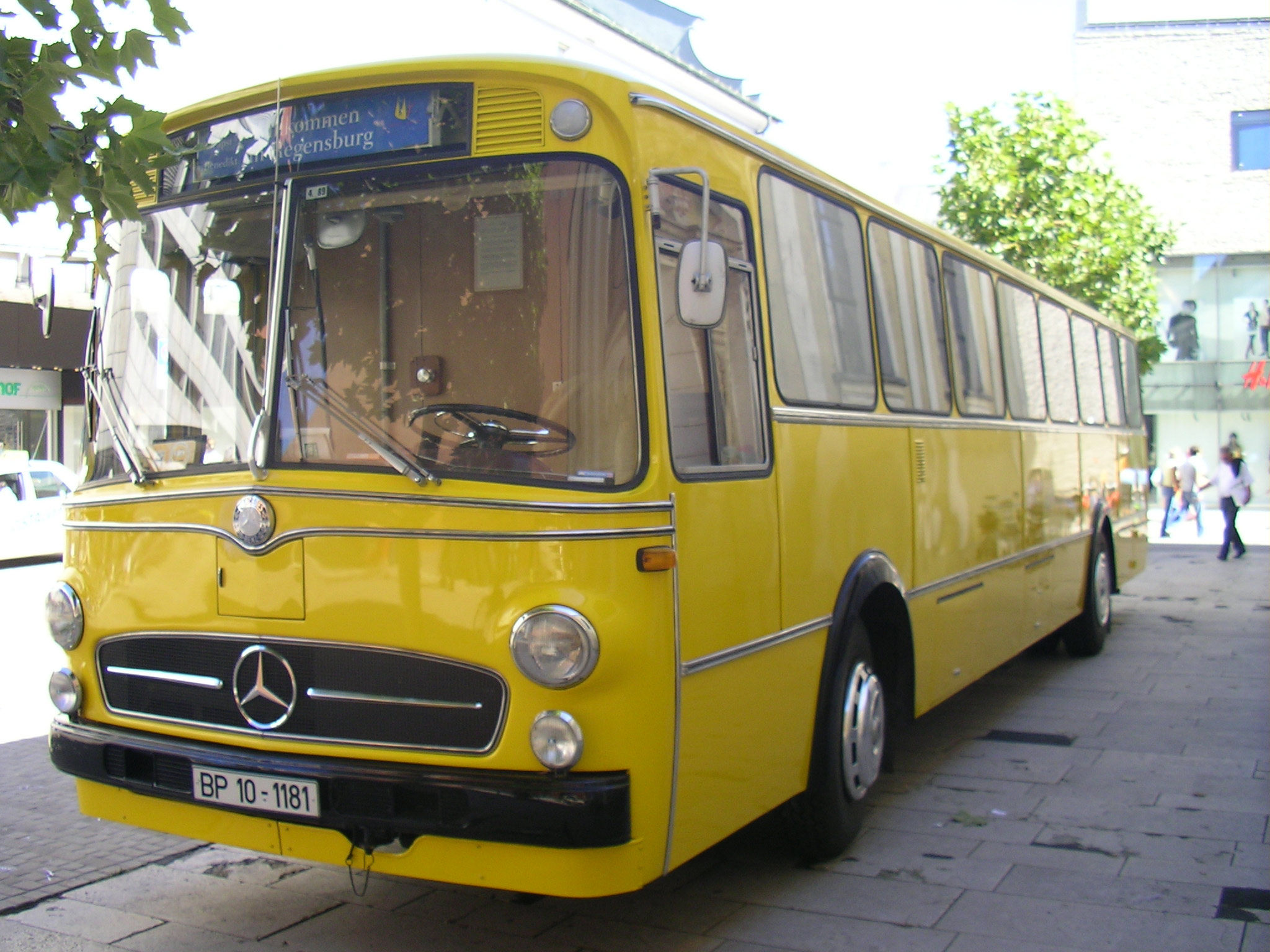
O317 после второго фейслифтинга (вид спереди)
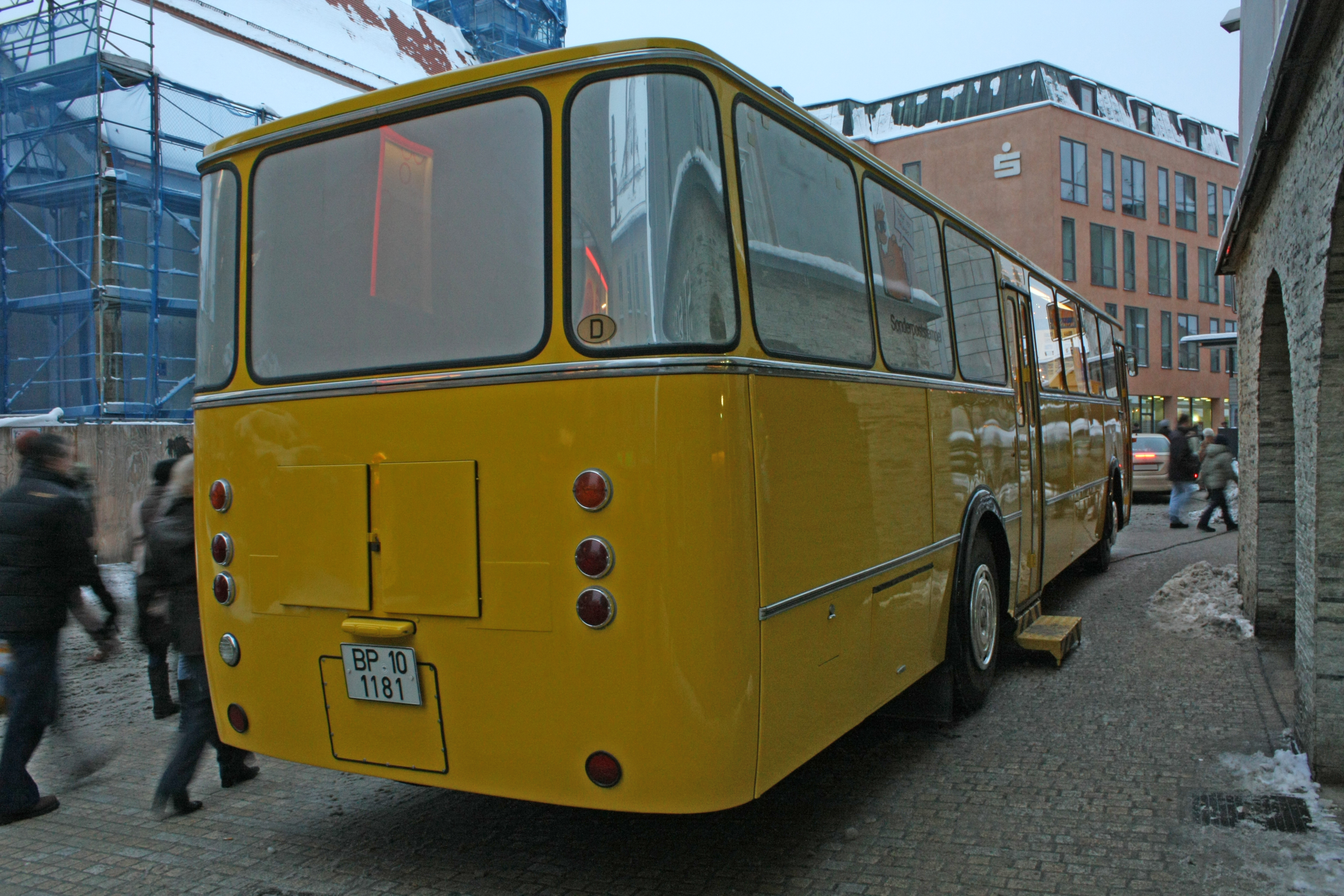
O 317 после второй подтяжки лица (вид сзади)
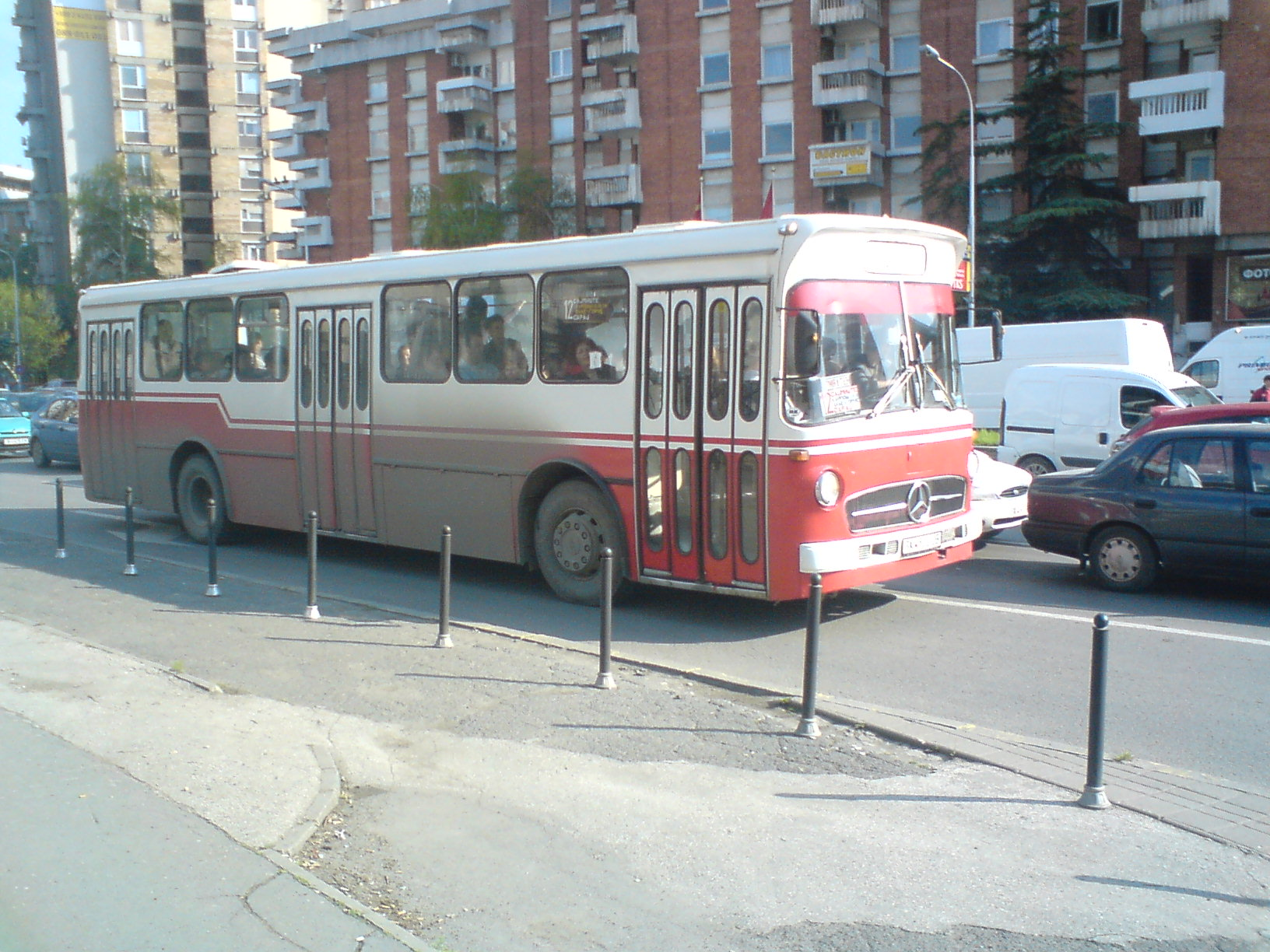
Трёхдверный O317 после второго фейслифтинга (ширмовые двери)
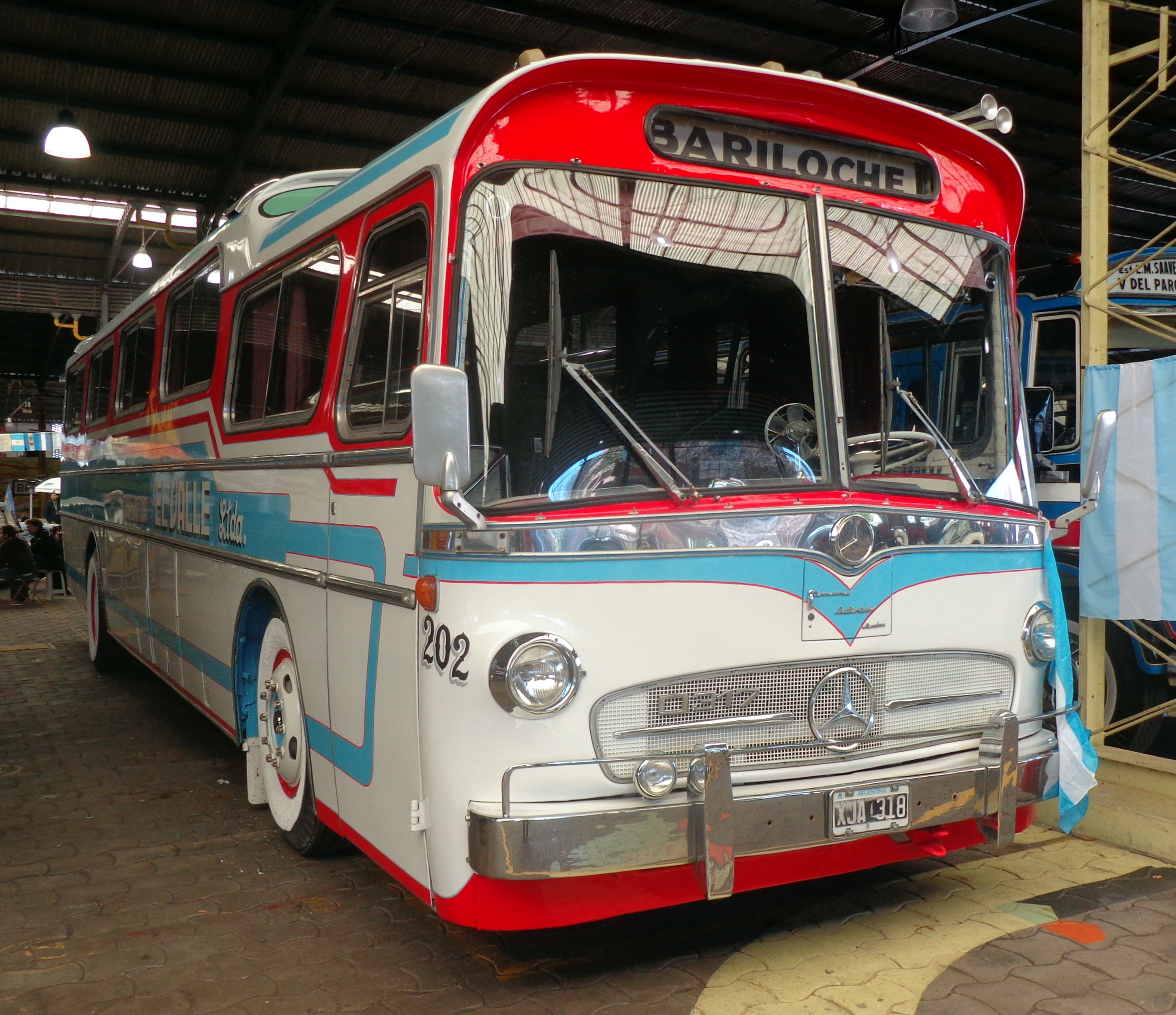
Пригородный автобус с механической распашной дверью
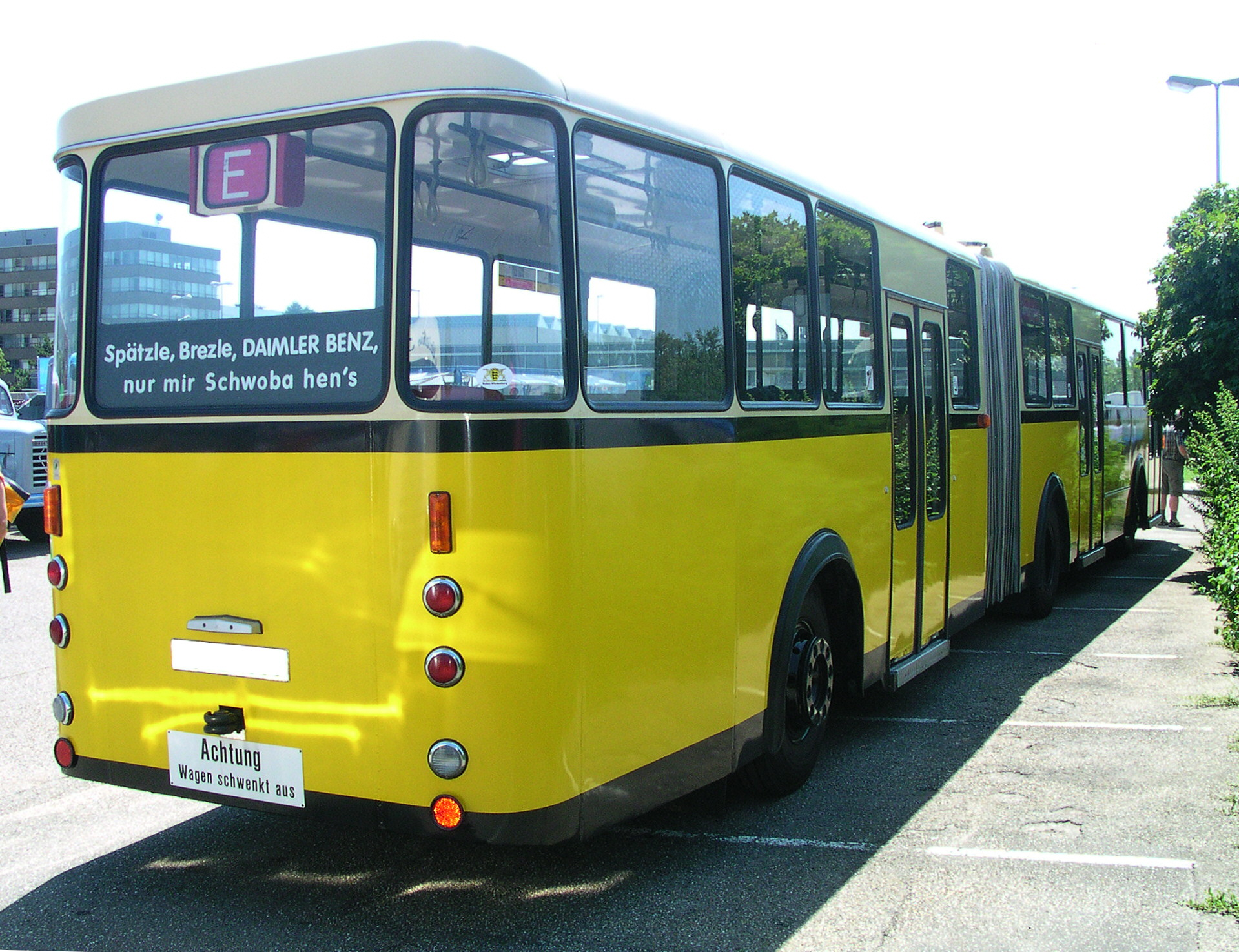
Сочленённый автобус (планетарные сдвижные двери)
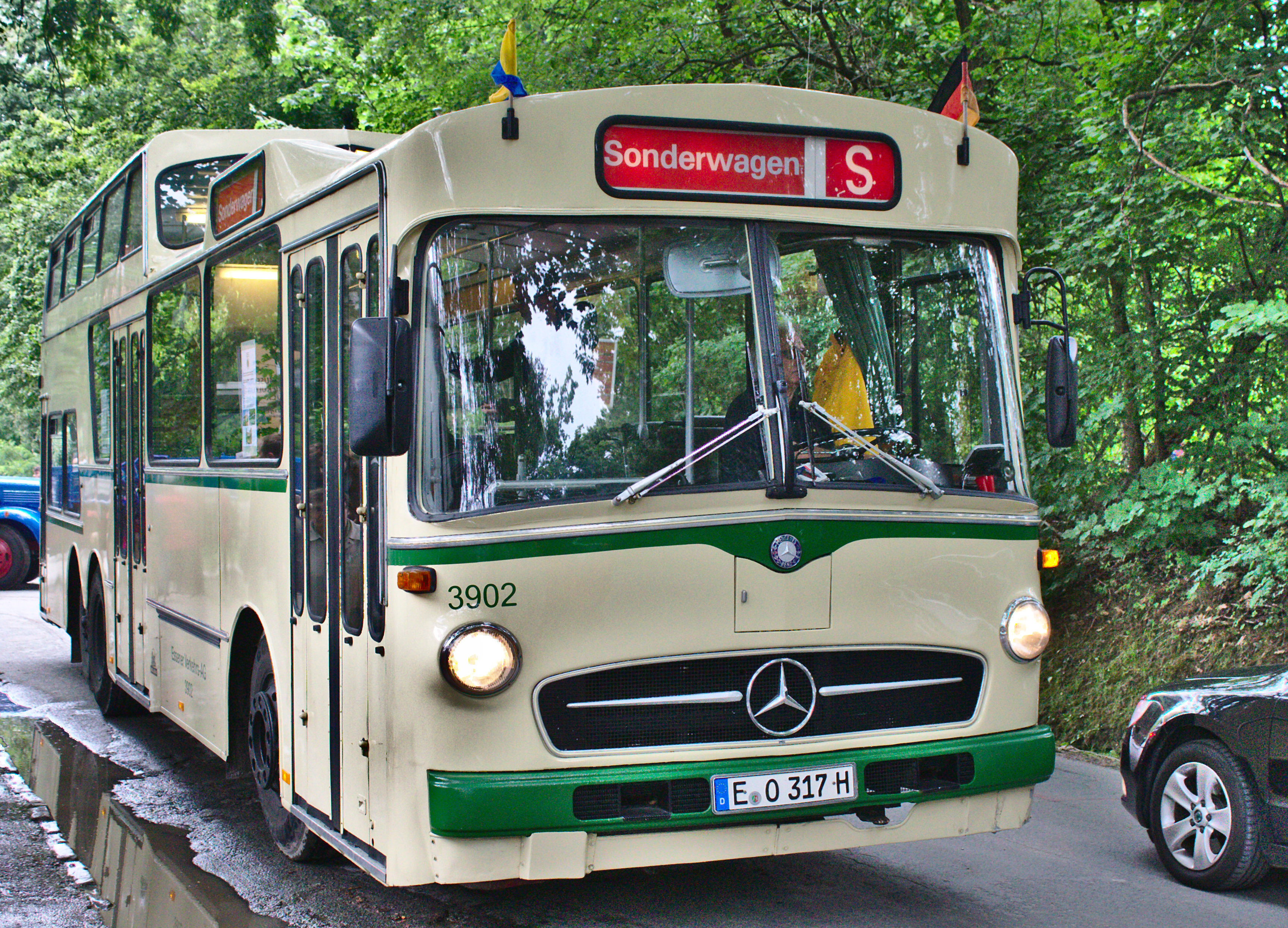
Полутораэтажный автобус (ширмовые двери)
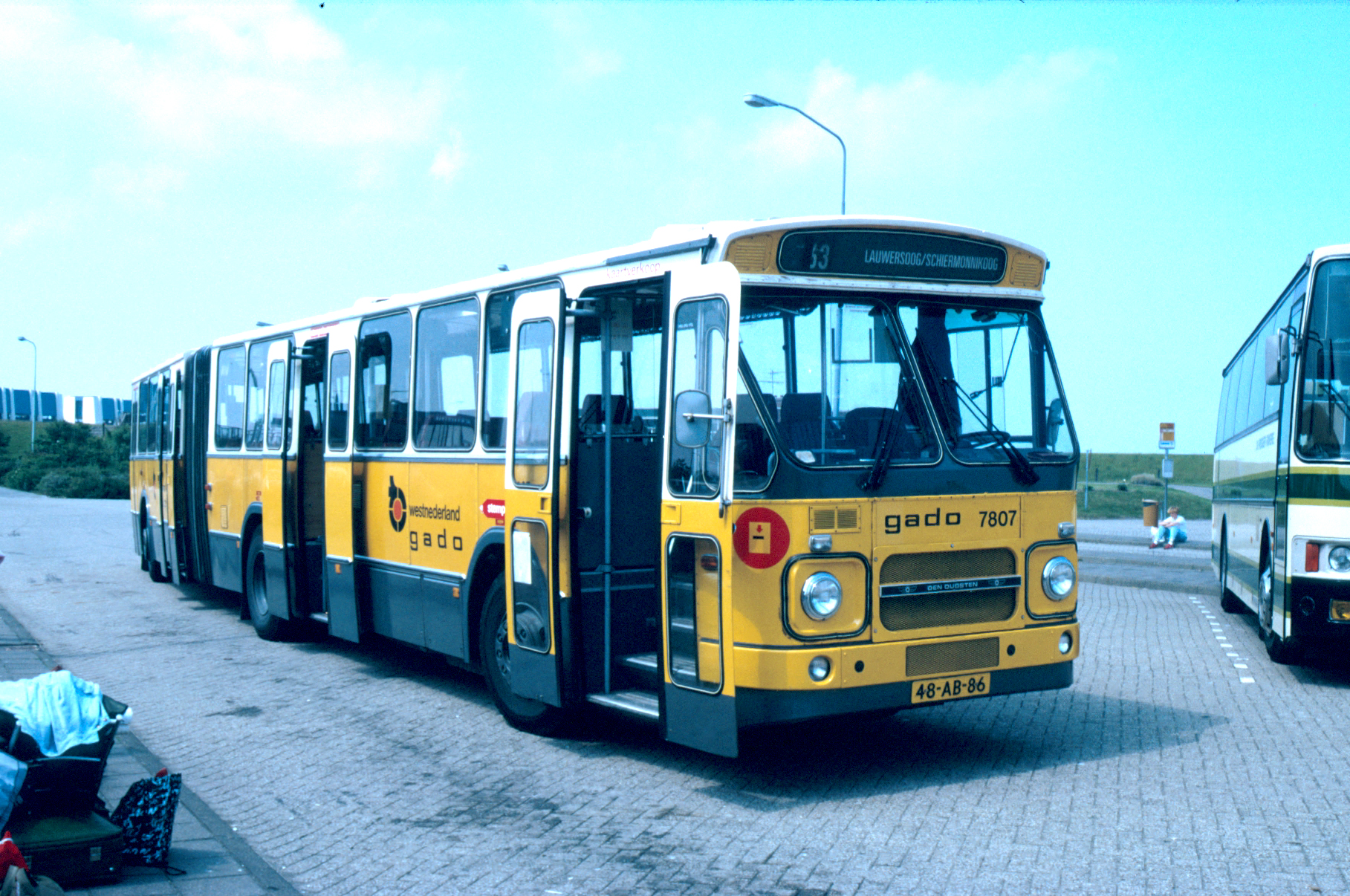
Сочленённый автобус (выдвижные двери)